# 厦门南洋职业学院
厦门南洋职业学院是中华人民共和国的一所全日制专科民办普通高等职业学校，位于福建省厦门市翔安区。
創辦於2000年，厦门南洋专修学院成立。2007年，改建为厦门南洋职业学院。